# Chuchelná
Chuchelná (in tedesco Kuchelna) è un comune della Repubblica Ceca facente parte del distretto di Opava, nella regione della Moravia-Slesia.